# Marcelo Saracchi
Marcelo Josemir Saracchi Pintos (ur. 23 kwietnia 1998 w Paysandú) – urugwajski piłkarz występujący na pozycji obrońcy w argentyńskim klubie Boca Juniors oraz w reprezentacji Urugwaju. Wychowanek Danubio, w trakcie swojej kariery grał także w takich zespołach, jak River Plate, RB Leipzig, Galatasaray oraz Levante.